# Dolophilodes mroczkowskii
Dolophilodes mroczkowskii là một loài Trichoptera trong họ Philopotamidae. Chúng phân bố ở miền Cổ bắc.